# Chrétien Hoogenstraaten
Chrétien Hoogenstraaten (? — ?) foi um professor, engenheiro e arquiteto holandês que residiu e trabalhou no Rio Grande do Sul.

## Biografia

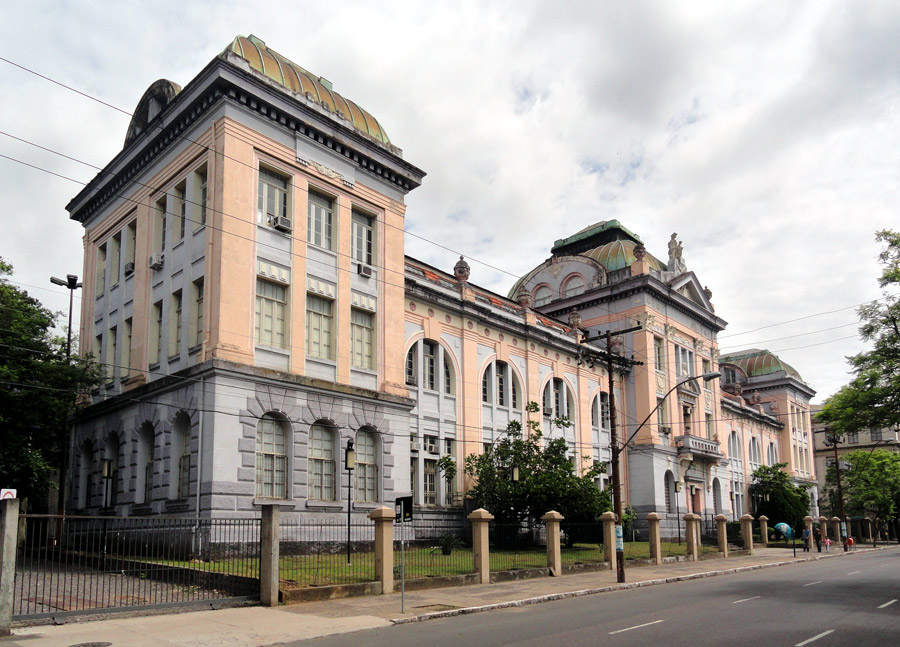
Instituto Parobé.

Foi professor da Escola de Engenharia de Porto Alegre, lotado na Escola de Agronomia, também era professor de desenho no Colégio Júlio de Castilhos. Também publicou diversos artigos com sugestões de projetos de moradias para a seção de arquitetura da Revista Egatea, da UFRGS.
Em 1918 fez o projeto da Igreja Metodista de Cachoeira do Sul. Em 1922 era proprietário de uma olaria, a Chrétien Hoogenstraaten & Cia. (PRIMOR), em Cachoeira.
Também projetou o prédio do Banco Regional do Rio Grande do Sul de Pelotas, um matadouro em Guaporé, porém o que mais se destaca é o prédio do Instituto Parobé, que levou de 1925 a 1928. É um dos edifícios mais belos do conjunto, com requintes decorativos e esplêndidas e monumentais proporções, com cúpulas metálicas sobre o bloco central e sobre os blocos das extremidades.
Logo depois do término da construção deve ter retornado para a Europa, em 1928.